# Rabat Ajax Football Club
Rabat Ajax Football Club é um clube de futebol maltês localizado na cidade de Rabat, Malta. A equipe é bi-campeão do Campeonato Maltês (1985, 1986) e já foi campeão da Copa Maltesa (1986)